# Kornel Saláta
Kornel Saláta, född 24 januari 1985 i Kamenica nad Hronom, Tjeckoslovakien (nuvarande Slovakien), är en slovakisk fotbollsspelare som sedan augusti 2014 spelar för den slovakiska klubben ŠK Slovan Bratislava och Slovakiens fotbollslandslag.